# Svetište Majke Božje Višarske
Svetište Majke Božje Višarske europsko je katoličko marijansko svetište na Svetom Višarju (tal.: Monte Santo di Lussari, njem.: Luschariberg), u talijanskim Julijskim Alpama.

## Povijest
Prema predaji, oko 1360. godine pastir iz mjesta Camporosso pasao je ovce na Lussariu te ih je izgubio. Ubrzo ih je pronašao kako kleče oko jednog crnogoričnog grma, u čijem središtu je uočio kip Bogorodice s Djetetom. Pastir je kip odnio mjesnom župniku u Camporosso, no sljedećeg jutra kip se opet pojavio na planini. To se ponovilo još jednom, pa je župnik o događajima obavijestio mjesnog biskupa. Biskup je odlučio da se na mjestu na kojem se pojavio kip sagradi kapela.
Na mjestu prvotne kapele 1500. godine izgrađena je crkva, a od tog vremena počinju i hodočašća. Osobitost višarskog svetišta je njegov zemljopisni smještaj, na tromeđi Italije, Austrije i Slovenije, nedaleko grada Tarvisia, tako da se ovdje tradicionalno susreću hodočasnici triju europskih jezičnih porodica: germanske, romanske i slavenske.

## Vanjska poveznice
Ostali projekti
|  | Zajednički poslužitelj ima još gradiva o temi Svetište Majke Božje Višarske |

Mrežna mjesta
- Santuario del Monte Lussario, informacije o svetištu na stranicama Talijanske biskupske konferencije (talijanski)